# Ернанес
Андерсон Ернанес де Карвальо Андраде Лима е бразилски футболист, играещ за Хебей Чайна Форчън. Поста му е опорен халф. През 2008 г. печели приза за играч на сезона в Бразилия.
Бронзов медалист с олимпийския състав на Бразилия на олимпиадата в Пекин през 2008 г. От 2010 до 2014 г. е играч на Лацио. В дебютния си сезон вкарва 6 попадения в 22 мача.